# FIFA Street
FIFA Street é uma franquia derivada introduzida em 2005 que se concentra em talento, estilo e trapaça, refletindo as culturas do futebol de rua e do futebol freestyle jogado nas ruas e nos bastidores em todo o mundo.
Os jogos entre clubes e seleções acontecem por várias cidades do mundo. Também jogam cinco jogadores em cada equipe, jogam quatro jogadores na linha e um no gol. Sendo completamente livre sem faltas, sem arremesso lateral e jogadas baseadas em dribles, um jogo em que jogadores de alto nível como Adriano, Ronaldinho Gaúcho, Messi (garoto propaganda da 3º da franquia) e Cristiano Ronaldo participam do game. Na América do Norte foi lançado em 22 de fevereiro de 2005, para PlayStation 2 e um reboot foi lançado em março de 2012 para Xbox 360 e Playstation 3.

## Equipe
- Inglaterra
- França
- Alemanha
- Irlanda
- Itália
- México
- Nigéria
- Portugal
- Coreia do Sul
- Espanha
- Estados Unidos

## Cidades
Paris, França

 Nova Iorque, Estados Unidos

 Rio de Janeiro, Brasil

 Lagos, Nigéria

 Amsterdã, Holanda

 Cidade do México, México

 Roma, Itália

 Berlim, Alemanha

 Barcelona, Espanha

 Londres, Inglaterra